# St. Peter und Paul (Reichenbach, Oberfranken)
Die römisch-katholische Filialkirche St. Peter und Paul stand von 1927 bis 1979 in der oberfränkischen Gemeinde  Reichenbach im bayerischen Landkreis Kronach. Die Kirche war der Pfarrei Haßlach des Dekanats Teuschnitz im Erzbistum Bamberg zugeordnet.

## Baugeschichte
Reichenbach gehörte kirchlich ursprünglich zu der katholischen Pfarrei Mariä Himmelfahrt im vier Kilometer entfernten Teuschnitz. Im Jahr 1911 gründeten Mitglieder der Gemeinde, die 633 Einwohner katholischer Konfession im Jahr 1910 hatte, einen Kirchenbauverein. Aufgrund des Ersten Weltkrieges und der Inflation in den 1920er Jahren folgte die Errichtung der Kirche nach den Plänen des ehemaligen Bautechnikers und Kurat Raimund Trauner erst im Jahr 1927. Das Baumaterial und das Grundstück wurden gestiftet. Die Benediktion folgte am 29. Dezember 1927 durch den Bamberger Dompropst Karl Wolkenau, die Konsekration durch den Erzbischof Jacobus von Hauck am 16. Juni 1934.
Anfang der 1970er Jahre wurde aufgrund des schlechten Bauzustandes der Kirche ein Neubau erforderlich. Auf einer Anhöhe zwischen den Gemeinden Reichenbach und Haßlach entstand 1974–1975 die Gemeinschaftskirche St. Michael mit einem Pfarrzentrum und Pfarrhaus. Am 18. September 1977 weihte der Bamberger Erzbischof Elmar Maria Kredel den Sakralbau. Die baufällige Kirche St. Peter und Paul wurde Ende 1979 abgebrochen.

## Baubeschreibung
Die geostete Notkirche stand in Ortsmitte. Sie bestand aus einer vollständig mit Schieferplatten verkleideten Holzkonstruktion. Es war ein Saalbau mit einem längsrechteckigen Langhaus und einem eingezogenen Rechteckchor. Der Westgiebel war als Einturmfassade gestaltet. Der Turm hatte einen quadratischen Grundriss und einen hohen, achtseitigen Spitzhelm mit Knauf und Kreuz. Hochrechteckige Fenster belichteten den Kirchenraum, den ein runder Triumphbogen mit dem um drei Stufen erhöhten Chor verband.

## Ausstattung
Im Kirchenraum standen zwei Holzfiguren, die heilige Anna selbdritt, um 1500 entstanden, und ein Vesperbild, dem ausgehenden 15. Jahrhundert zugeordnet. Im Chorraum befanden sich am Altar Statuen der Heiligen Petrus und Paulus, wohl Kulmbacher Arbeiten des dritten Viertels 17. Jahrhundert.